# Saljut 3
Saljut 3 (OPS-2) (rus. Салют-3), sovjetska vojna svemirska postaja, druga u sklopu programa Almaz. Od dvije planirane, na postaji je boravila samo posada iz Sojuza 14 jer se kasniji Sojuz 15 nije uspio spojiti.
Uz brojnu opremu za izviđanje, Saljut 3 je bio opremljen i s ugrađenim "samoobrambenim" topom koji je testiran nakon odlaska posade. Deorbitiran je 24. siječnja 1975.